# Lipochaeta porophila
Lipochaeta porophila là một loài thực vật có hoa trong họ Cúc. Loài này được O.Deg. & I.Deg. mô tả khoa học đầu tiên năm 1970.